# Martha Mosse
Martha Mosse (Berlín, 29 de mayo de 1884 - ibídem, 2 de septiembre de 1977) fue una jurista alemana y la primera oficial de policía mujer en Prusia. Debido a su origen judío, se le prohibió ejercer su oficio durante el nazismo y en 1943 fue deportada al gueto de Theresienstadt. Mosse sobrevivió al Holocausto y sirvió de testigo durante los Procesos de Nuremberg.

## Vida
Mosse era la hija mayor de cinco del matrimonio formado por Lina y Albert Mosse, así como sobrina de Rudolf Mosse. En enero de 1886 la familia se trasladó a Japón, ya que Albert Mosse, a petición del gobierno japonés, realizaba tareas de asesor en la reforma de la administración japonesa. Tras su vuelta en 1890, la familia se trasladó en 1891 de Berlín a Königsberg. Mosse recibió clases particulares y luego fue inscrita en una Höhere Töchterschule, un liceo para señoritas. Después de acabar sus estudios secundarios en 1902, Mosse acompañó a su familia en largos viajes. La familia volvió en 1907 a Berlín, donde Mosse comenzó ese mismo año a tomar clases de canto. Sin embargo, debido a su falta de talento, interrumpió sus estudios en 1910. Seguidamente trabajó como voluntaria en la Deutschen Zentrale für Jugendfürsorge («Central alemana para la asistencia a la juventud») y terminó sus estudios en la Sozialen Frauenschule («Escuela social de mujeres»). Finalmente dirigió la Organisation zum Schutze der aufsichtslosen Kinder («Organización para la protección de los niños desprotegidos»), por lo que recibió la Cruz al Mérito Civil.
En 1916 abandonó la Deutschen Zentrale für Jugendfürsorge y asistió a clases de Derecho en las universidades de Heidelberg y Berlín. Debido a que no tenía el abitur, no pudo obtener un título normal. Sin embargo, en Heidelberg se le permitió doctorarse en Derecho con la tesis Erziehungsanspruch des Kindes («El derecho a la educación del niño»), en agosto de 1920. Posteriormente, con un permiso especial, pudo hacer su pasantía durante seis meses en el juzgado de Berlin-Schöneberg, consiguiendo luego un trabajo como asistente jurídico en el Ministerio de Bienestar de Prusia.
En agosto de 1922 fue llamada por Carl Severing para trabajar en la central de la policía de Berlín. Inicialmente, Mosse trabajó en la sección de teatro, donde era responsable del cumplimiento de las leyes de protección infantil en las obras de teatro, el cine y otros espectáculos públicos. Gracias a su buen trabajo, en 1926 se la ascendió a polizeirätin, oficial de policía. Mosse se convirtió así en la primera oficial de policía femenina de Prusia. Este ascenso además incremento sus responsabilidades, por lo que pasaron a ser de su competencia la supervisión de los representantes artísticos activos en el teatro, el cine, el circo y las ferias, además del cumplimiento de los días de descanso en domingo y feriados. También vigilaba el cumplimiento de las «leyes en contra de sordidez y la suciedad» (Gesetz zur Schund- und Schmutzbekämpfung) y la lucha contra ediciones indecentes («Bekämpfung anstößiger Auslagen»).
Desde mediados de la década de 1920, Mosse vivía con su pareja gentil, Erna Sprenger, en Berlin-Halensee.

## Nazismo
Poco después de la machtergreifung por los nazis, Mosse fue suspendida de su trabajo como oficial de policía por su origen judío, en seguimiento de la «ley de restauración de la función pública» (Gesetz zur Wiederherstellung des Berufsbeamtentums), que prohibía a los judíos ser funcionarios públicos. Tras su suspensión, dejó de cobrar el sueldo y el 1 de enero de 1934 fue despedida definitivamente. Posteriormente trabajaría en la Jüdischen Gemeinde zu Berlin (JGB, «Comunidad judía de Berlín»), donde se encargaba de la asesoría jurídica, sobre todo de comerciantes, a los que informaba de las limitaciones jurídicas a los que estaban sometidos para ejercer su trabajo. A partir de 1939 dirigió la Wohnungsberatungsstelle («Oficina de asesoría para la vivienda»), oficina en la que se buscaban viviendas para los ciudadanos judíos que habían perdido la suya debido a las leyes nazis, a menudo en las llamadas judenhäuser, casas reservadas para judíos, ya que los judíos tenían sus derechos de residencia restringidos. Tras el comienzo de las deportaciones a los campos de concentración, Mosse se dedicó cada vez más a realizar peticiones de anulación para sus clientes y se esforzó en evitar desgracias en lo posible. A principios de octubre de 1941, la Gestapo de Berlín informó a Martha Mosse, Moritz Henschel y Philipp Kozower que iban a comenzar el «traslado» de los judíos de Berlín y que el JGB debía ayudar. A pesar de sus fuertes dudas, los funcionarios del JGB decidieron ayudar en los traslados forzosos, ya que existía la amenaza de que, si no colaboraban, se iba a ordenar la realización del traslado a las SA y SS. La JGB debía hacer rellenar cuestionarios a sus miembros, que después eran usados por la Gestapo para reunir los transportes. De octubre de 1942 a enero de 1943, Alois Brunner, del departamento de Eichmann, junto con un grupo opreativo, realizaron la deportación de los judíos berlineses de la forma más brutal. A partir de enero de 1943, la Gestapo de Berlín volvió a ser responsable de la deportación.
El 17 de junio de 1943, Mosse fue deportada al Gueto de Theresienstadt. Gracias a la intervención de la viuda de un antiguo embajador en Japón se pudo evitar la deportación al Campo de exterminio de Auschwitz. En Theresienstadt, Mosse trabajó como «juez instructor» en la «Detektivabteilung»; a partir de principios de 1945 trabajó en el Juzgado de la «autoadministración judía» y desde mayo de 1945 hasta su liberación el 1 de julio de 1945, en la dirección de Zentralevidenz («Evidencia central»), el centro administrativo más importante del Campo. Los delitos que proseguía eran principalmente robos y riñas.

## Tras la Guerra
Tras la liberación, Mosse consiguió dos trabajos que perdió por acusaciones en relación con su implicación en la Wohnungsberatungsstelle de la JGB. Mosse, que había sido declarada inocente (víctima del fascismo) por los Aliados, afrontó voluntariamente un juicio de honor de la comunidad judía. No se la consideró culpable de colaboracionismo, pero tampoco fue exonerada de forma clara. Debido a que Mosse no podía emigrar a Estados Unidos con su pareja, ya que esta última no consiguió el visado, ambas decidieron quedarse en Berlín. Mosse asesoró al Gobierno militar estadounidense en la preparación de los Procesos de Nuremberg y trabajó en los procesos como traductora. En febrero de 1948 declaró como testigo en el juicio contra Gottlob Berger en el proceso de los ministerios, también denominados de la Wilhelmstrasse.
Desde agosto de 1948 hasta su jubilación en 1953 trabajó en la policía criminal de Berlín y en la sección de tráfico en la dirección de policía. Posteriormente siguió activa hasta la década de 1970 en el Berliner Frauenbund, del que fue vicepresidenta durante algún tiempo. Allí dedicó sus esfuerzos sobre todo en la sección de ayuda a los mayores. Su libro „Erinnerungen“. Die jüdische Gemeinde zu Berlin 1934–1943 («"Recuerdos", La comunidad judía en Berlín 1934–1943») se editó en julio de 1958.

## Ensayos
- Erinnerungen (1884–1953). Berlin 1963(?). (manuscrito.) Online Archivado el 4 de diciembre de 2015 en Wayback Machine.